# Epioblasma florentina
Epioblasma florentina är en musselart som först beskrevs av I. Lea 1857.  Epioblasma florentina ingår i släktet Epioblasma och familjen målarmusslor.

## Underarter
Arten delas in i följande underarter:
- E. f. curtisii
- E. f. florentina
- E. f. walkeri